# 1214 dans les croisades
Cette page regroupe les évènements concernant les Croisades qui sont survenus en 1214 :
- 18 avril : Raymond-Roger, comte de Foix, Bernard IV, comte de Comminges, défenseurs des cathares, font leur soumission au pape[1].
- avril : le pape Innocent III décide la paix en Occitanie et demande aux belligérants d'attendre les résultats du concile de Latran qui décidera du sort de la région[1].
- juin : Montfort prend Marmande et Casseneuil, et reprend le contrôle de l'Agenais.